# Ottendorf-Okrilla
Ottendorf-Okrilla település Németországban, azon belül Szászország tartományban. Lakosainak száma 9879 fő (2023. december 31.). Ottendorf-Okrilla Wachau és Laußnitz községekkel határos.

## Népesség
A település népességének változása:
| Lakosok száma | 9966 | 9948 | 9997 | 9971 | 9879 |
|               | 2017 | 2019 | 2021 | 2022 | 2023 |